# Dětinský řápek
Dětinský řápek je česká kniha Šimona Lomnického, napsaná pravděpodobně v letech 1606 až 1609. Plný původní název je Dětinský Ržápek, Aneb Prosté a krátké naučenj kterakby se pobožné a Křestianské Djtky k swým Rodičům chowati gich sobě ssanowati a náležitě ge ctjti měli. Z kteréhožto Ržápku y dosti wyrostlj se napiti přjkľad a naučenj sobě wzýti mocy budau: Za sľussnými přjčinami w těchto nebezpečných časých rozpustiľé Mľádeži sepsaný důwoďy přjklady a gistými Hystoryemi stwrzený a wůbec w nowě wydaný.
Jedná se o jeden z mála titulů literatury předbělohorského období, který se soustavně věnuje výchově dětí a jejich vztahu k rodičům. Ideově vychází ze čtvrtého biblického přikázání: „Cti otce svého i matku svou, abys dlouho živ byl a dobře ti bylo na zemi.“

## Obsah
Slovo řápek znamenalo dětskou láhev opatřenou rourkou k sání tekutiny. Na titulní straně původního vydání z roku 1609 byla také láhev s náustkem ve tvaru rourky vyobrazena; v tomto kontextu tedy slovo označovalo knihu, z níž jako z nádoby mohla dítka čerpat dobré mravy. Text je rozdělen do dvanácti kapitol.

### O sedmerých rodičích poctivosti hodných
V první kapitole svého spisu se Lomnický zaměřil na abstraktní a konkrétní podoby otcovství. Nejprve poukázal na Boha-otce a připomněl, že jej všichni křesťané musí milovat, protože stvořil život a vše na Zemi. Pro křesťanskou lásku nalezl Lomnický pět příčin: zplození (Bůh dal lidem život), spravování (stvořil a spravuje vše nebeské i zemské), vyučování (naučil lidstvo trojímu zákonu – přirozenému, psanému a zákonu milosti, aby lidé věděli, co činit, čeho se vyvarovat, co milovat, čeho se strachovat, co ctít a co žádat), obhajování (Bůh lidstvo vždy obhajuje, brání a zastává se ho, opatruje ho a chrání před nebezpečím a pokušením) a vykoupení (jeho syn lidstvo vykoupil svou krví).
Jako druhého otce uvedl Lomnický otce duchovního (tj. biskupa, preláta, faráře, kněze aj.), protože ten lidi učí o spasení jejich duší, dává jim rozhřešení, křtí je a vůbec vykonává úkony, za které jsou povinni mu být věrni a zavázáni.
Třetí otec byl podle Lomnického otec časný, tedy kníže, král, senátor apod. Jedná se o ty, kteří spravují společenství, města a země. 
Další otec, čtvrtý, byl otec morální, totiž učitel, který lidem přibližuje moudrost vzešlou od Boha.
Pátý otec byl podle Lomnického dobrý, ctnostný, poctivý, spravedlivý a svatý muž, tedy ten, kdo se chová čestně a poctivě, a zasluhuje si proto obdiv ostatních.
Šestý otec byl člověk sešlý, letitý, starý, který si zaslouží obdiv za svou moudrost a opatrnost. 
Sedmý, poslední otec byl otec tělesný, tedy rodič. Tito otcové jsou odpovědni za pospolitost rodu a k nim se vztahuje čtvrté přikázání, tedy že je mají lidé ctít a poslouchat.

### O příčině plození dítek a o moci rodičů nad ními
V této kapitole Lomnický za pomoci citátů (z Bible, Jana Zlatoústého, sv. Augustina aj.) věnoval pozornost příčinám plození dětí. Rodiče podle něj měli své děti milovat víc než sebe samotné, protože právě jejich děti budou na světě déle než oni, a budou tak zachovávat památku svých rodičů i po jejich smrti. 
Lomnický uvedl tři Aristotelovy příčiny toho, že děti nemilují své rodiče stejně jako rodičové je: láska rodičů k dětem je starší a tedy větší, protože rodiče své děti milují, ještě než přijdou na svět, už když si je teprve přejí. Dalším důvodem je jistota – rodiče si jsou vždy jisti tím, že dítě, které se jim narodilo, je jejich krve. Na rozdíl od dětí, které si tím jisté být nemohou a za své rodiče považují prostě ty, kdo je vychovali a milovali. Poslední příčinou je podstata dítěte, které vzniklo z těl svých rodičů. Více však dítě přebírá z těla matky, která ho po dobu těhotenství nosí pod srdcem, a tak matky milují své děti víc než otcové, protože se ve svých dětech poznávají, tráví s nimi více času, kojí je a starají se o ně.
Lomnický uvedl ještě další příčinu mateřské lásky – žena si je vždy jistá, že dítě, které porodila, je její. Otec si svým otcovstvím ale nikdy zcela jist být nemůže, „byť pak jiný otcem byl, jakož se to často trefuje, však se jen ten otcem jmenuje, kterého svatba ukazuje.“ 

### O poslušenství dítek rodičů
Lomnický se odvolával na Bibli a zdůrazňoval, že všechny „dobré a pobožné dítky mají zachovati rodičům poslušenství.“ Uvedl příklady z Kristova života (jak chodil pro vodu, sbíral třísky apod.) a tvrzení, že o ničem takovém není v Bibli zmínka, vyvrátil tím, že „také o tom nikdý nemáme psáno, abychom hrách lžicí jedli, a proto jej předce jíme.“ 
V závěru kapitoly apeloval opět na děti, aby poslouchaly své rodiče a pomáhaly jim, protože „nyní vpravdě na oko se to spatřuje, že Turci a jiní lidé nevěřící větší uctivost prokazují rodičům svým pohanským nežli mnohé nevážné dítky rodičům svým milým křesťanským.“ 

### O zlých dítkách, totiž čím se to děje a odkud to pochází, že někteří rodičové zlé a bezbožné dítky mívájí a že se jim zprosta hned nic nedaří a kžádnému potěšení nebývají
Na otázku z názvu kapitoly nalezl Lomnický přímou odpověď: „Dobrý otec nemůže zlého syna míti a zlý otec syna dobrého.“ Pokud jsou tedy rodičové špatní lidé, i jejich děti budou takové, a naopak. Pravdivost tvrzení doložil Lomnický příslovími. (Jaký jest pán, takové i poddané mívá. – Jaký farář, taková vosadka, jaký hospodář, taková čeládka. – Jaký otec, takový syn.) 
Vzápětí však uvedl, že i přesto je časté, když dobří rodiče mají zlé děti. Tomu nalezl celkem pět příčin: lakota dětí, jejich pýcha, smilstvo, božská spravedlnost (tj. když dítě bylo zplozeno ne z lásky, ale z pouhé rozkoše, nebo když dítě rodiče špatně vychovali – netrestali ho, neposílali do školy, nechávali mu příliš velkou volnost) a pomsta (když rodiče byli sami také takoví a své rodiče neposlouchali).

### O brzské smrti dítek, totiž kudy to pochází, že někomu dítky brzy umírají a dlouho netrvají
V této kapitole uvedl Lomnický šest příčin předčasné smrti dětí. První je, když rodiče milují své dítě víc než Boha. Ten jim pak dítě odebere, aby opět mohli milovat svého Stvořitele. Z toho vyplývá, že láska k dětem má být střídmá a mírná. Další příčina spočívá v nevhodném chování samotných rodičů ke svým otcům a matkám. Bůh je pak potrestá tím, že jejich vlastní děti se budou chovat stejně jako kdysi oni. Za třetí se může rodič prohřešit tím, že nečestně nabyde majetek, který chce později věnovat svým dětem. Aby Bůh děti ochránil před nakládáním s takovým majetkem, odvede je předčasně do království nebeského. Pokud rodiče dávají svým dětem špatný příklad v chování, je to čtvrtá příčina odebrání dětí Bohem. Pátá příčina se týká kojení – některé matky odmítají své děti kojit a raději je svěří kojné, třeba i nečestné a nemravné ženě. Poslední příčinou je pak hrubé chování mužů k těhotným ženám – když je „bijí, vláčí, straší, děsí, hněvají, ními strkají, po nich šlapají aneb od nich se k času porodu nezdržují, tudy je o plod připravují.“ 

### O dobrodiních, kteréž dítky od rodičů svých milých přijímají
V této krátké kapitole Lomnický představil myšlenku, že lidé jsou povinni oplácet dobro dobrem. Nejvíce dobrého lidem přinesli a projevili jejich rodiče (vychovali a ochraňovali je, starali se a pečovali o ně), proto jsou jim zavázáni vše oplatit stejnou mincí. Měli by je milovat, ctít a být jim vděčni za život, který jim darovali. 

### O veliké lásce rodičův, kterouž mají k svým vlastním a milým dítkám
Lomnický nabádal děti, aby si uvědomily, že rodiče je milují víc než sami sebe. Obsahem kapitoly je vlastně jediné exemplum – o Davidovi a jeho synu Absolonovi, který zemřel v boji, když se snažil svého otce připravit o moc. David smrt svého milovaného syna oplakal, přestože jej právě Absolon chtěl vyhnat z království.

### O lásce povinné dítek k svým milým rodičům příkladem nerozumných životčichů a hovad
Lomnický v této kapitole dokazoval velikost lásky k rodičům na nejrůznějších příkladech z říše zvířat – zestárlé čápy mladí krmili a chránili je svými křídly, slůňata pomáhala starým slonům zvednout se ze země aj. Výjimkou byli psi, protože ti své rodiče bezvýhradně milovali, pouze dokud byli živi o mateřském mléce. Jakmile odrostli, byli schopni se o kost porvat jak s vlastní matkou, tak s otcem. Děti by se tedy neměly chovat jako psi, v tom je Lomnický utvrzoval různými exemply. Přirozenost lásky rodičů a dětí spatřoval např. u jehňat, která mezi tisíci ovcemi vždy poznala svou matku. 

### O povinnostech rodičů k synům
Takových povinností bylo podle Lomnického šest. Za prvé byli rodiče povinni vést své děti k lásce k Bohu a vštípit jim podstatu křesťanské víry. Dále byli povinni je vést k lásce a úctě k bližnímu. Třetí povinností rodičů bylo postarat se o vzdělání potomků – dát je do škol, vybrat jim učitele, kteří jim půjdou příkladem jak v učení, tak v chování. Důraz byl kladen na formu učení, aby děti „se tak jako ze hry dobrému učily.“ 
Rodiče byli povinni dávat dětem dobrý příklad. Měli si totiž uvědomit, že kvůli svým dětem mohou dojít spasení, nebo naopak zatracení. K zatracení, pokud je vedli k pýše a marnostem, ke spasení, když je vedli k Bohu. Špatný příklad mohli dávat otcové svým synům v konzumaci alkoholu, ze synů se pak pod vlivem špatného příkladu mohli stát pijani a opilci.
Další rodičovská povinnost se týkala vhodného potrestání dětí, zvlášť tehdy, „jsou-li pak synové zlí, svévolní, rozpustilí, nezbední, bezbožní a nevážní a laskavé napomínání při nich nic platné není.“ V takovém případě mohli rodiče sáhnout k tělesným trestům a potrestat dítě třeba metlou. 
Poslední povinností rodičů bylo „aby je také živili, stravou, oděvem opatrovali dotud, dokud sobě samy zasluhovati nemohou, a nadto v spravedlivě nabytém a dobytém statku dědice je po sobě pozůstavili.“

### O povinnostech synů k svým milým rodičům
Povinností dětí k rodičům nalezl Lomnický také šest. Děti byly povinny své rodiče milovat, ale také se jich bát. (Lomnický cituje sv. Jeronýma: „Rodičům dokažte lásky milosti, jenž jest smíšená spolu s bázlivostí.“) Třetí povinností dětí bylo své rodiče poslouchat, čtvrtou je ctít. Dále se měly děti vždy snažit své otce a matky potěšit, nikdy zarmoutit. Poslední povinnost se týká zajištění rodičů, a to především ve stáří – děti jim musí obstarat jídlo, šaty, přístřešek a i jinak se o ně postarat. V závěru kapitoly jmenoval Lomnický čtrnáct právních příčin, proč nemohlo dítě po svých rodičích zdědit majetek. Patřilo sem např. bití rodičů, vražda rodičů nebo pokus o ni. 

### O odplatě dobrých a pokutě zlých synů
Aby děti lépe motivoval k dobrému chování, uvedl Lomnický „odplaty“, které dává Bůh dobrým dětem, a také „pokuty“, s nimiž by měli počítat rodiče dětí neposlušných. Mezi odplaty patřil dlouhý život, bohatství, vlastní hodné děti, dobrá pověst, rodičovské i Boží požehnání a nakonec spasení. Pokutou byla předčasná smrt, život v chudobě, děti buď žádné, nebo nemocné a neposlušné, špatná pověst, zlořečení rodičů i Boha. Tato kapitola byla vlastně závěrem celé knihy, Lomnický se v ní opět obracel na děti a jejich rodiče, připomínal a shrnoval to, co se jim snažil celým svým spisem vštípit.
Neposlušným dětem radil, aby rodiče za své hříchy odprosili a polepšili se, rodičům, aby svým nezbedným ratolestem odpustili. Na konci kapitoly byla vyobrazena hostina, na které se rodiče a děti smířili.

### O daru a prezentu, jimž chci všecky darovati, a tim se bude knížka zavírati
Poslední kapitola byla vlastně doslovným překladem z díla norimberského kazatele Johanna Herolta († 1468). Jednalo se o pasáž o Lomnického daru na hostinu jednotlivým stavům – králům, knížatům a prelátům věnoval autor orla, protože ten se vznáší vysoko a o kořist se dělí s jiným ptactvem; kněžím a řeholníkům daroval slavíka, který brzy procitá, zpívá a má prosté peří; starým lidem dal na stůl labuť, mládencům včelku, manželům holubičku, pannám a vdovám hrdličku, služebnictvu a čeládce jeřába.